# Jambles
Jambles é uma comuna francesa na região administrativa de Borgonha-Franco-Condado, no departamento Saône-et-Loire. Estende-se por uma área de 8,31 km². Em 2010 a comuna tinha 509 habitantes (densidade: 61,3 hab./km²).